# Hjørnespark (fodbold)
Hjørnespark er en betegnelse for et specielt spark i fodbold. Dommeren dømmer hjørnespark, når hele bolden har passeret mållinjen, og der ikke er scoret, hvis den sidste, der har berørt bolden, tilhører det forsvarende hold. Tilhører spilleren det angribende hold, skal der i stedet dømmes målspark. Reglen om hjørnespark er beskrevet i Fodboldlovens §17.

## Udførelse
Bolden skal placeres i hjørnefeltet, der er en kvart cirkel med en radius på 1 meter, hvor mållinjen og sidelinjen mødes. Modspillerne skal overholde den normale afstandsregel på 9,15 meter fra hjørnefeltet. Bolden er i spil, når en angribende spiller har spillet bolden så den bevæger sig. 
Spilleren, der har taget hjørnesparket, må ikke røre bolden igen inden den er berørt af en anden spiller. Ved overtrædelse dømmes for gentagelsesspil, og modstanderne tilkendes et indirekte frispark. Hvis gentagelsen finder sted ved at en markspiller forsætligt rører bolden igen med armen eller hånden dømmes et direkte frispark eller straffespark, afhængig af hvor på banen forseelsen finder sted.
Man kan score direkte på hjørnespark i modstandernes mål, men ikke i eget mål.
| Fodbold | Spire Denne artikel om fodbold er en spire som bør udbygges. Du er velkommen til at hjælpe Wikipedia ved at udvide den. |